# Бишкаин (Аургазинский район)
Бишкаин (баш. Бишҡайын, чув. Пишкайăн) — село в Бишкаинском сельсовете Аургазинского района Республики Башкортостан России. Согласно переписи 2020 года население составляло  1024 человека.

## Население
| 2002 | 2009  | 2010  |
| ---- | ----- | ----- |
| 1201 | ↘1183 | ↘1150 |

## История
Основано в 1770 году переселенцами чувашами-новокрещенами из Шаргинской волости Чебоксарского уезда Казанской губернии, (деревни 3-й, 1-й, Простой и Старой Янгильдины, Тинсарины Канярской волости, Байгуловы, 1-й и 2-й Туруновы, Исаковы Турунской волости и Ильясовы (Акозино). 

## Население
По четвертой ревизии 1782 года в деревне проживали новокрещены из ясачных татар.

## Религия
В селе есть православная церковь Николая Чудотворца.
Часть населения в XX вв. придерживается традиционных чувашских верований.

## Географическое положение
Расстояние до:
- районного центра (Толбазы): 20 км,
- ближайшей железнодорожной станции (Белое Озеро): 9 км.